# Launac
Launac település Franciaországban, Haute-Garonne megyében. Lakosainak száma 1305 fő (2022. január 1.). Launac Le Burgaud, Drudas, Grenade, Pelleport, Saint-Cézert, Thil és Larra községekkel határos.

## Népesség
A település népességének változása:
| Lakosok száma | 516  | 626  | 740  | 1138 | 1355 | 1403 | 1382 | 1336 | 1323 | 1305 |
|               | 1968 | 1982 | 1990 | 2006 | 2013 | 2015 | 2017 | 2019 | 2020 | 2022 |